# Šlapanice, Brno-venkov
Šlapanice là một thị trấn thuộc huyện Brno-venkov, vùng Jihomoravský, Cộng hòa Séc.